# 布隆菲希爾
布卢姆菲尔德希尔斯（英語：Bloomfield Hills）是美國密歇根州的一個城市。布卢姆菲尔德希尔斯屬於底特律大都市圈，位於底特律北郊，底特律市中心西北20.2英里（32.5公里）處。據2010年人口普查，布卢姆菲尔德希尔斯有人口3,869人。

## 外部連結
- City of Bloomfield Hills official website （页面存档备份，存于）